# Antanas Vinkus

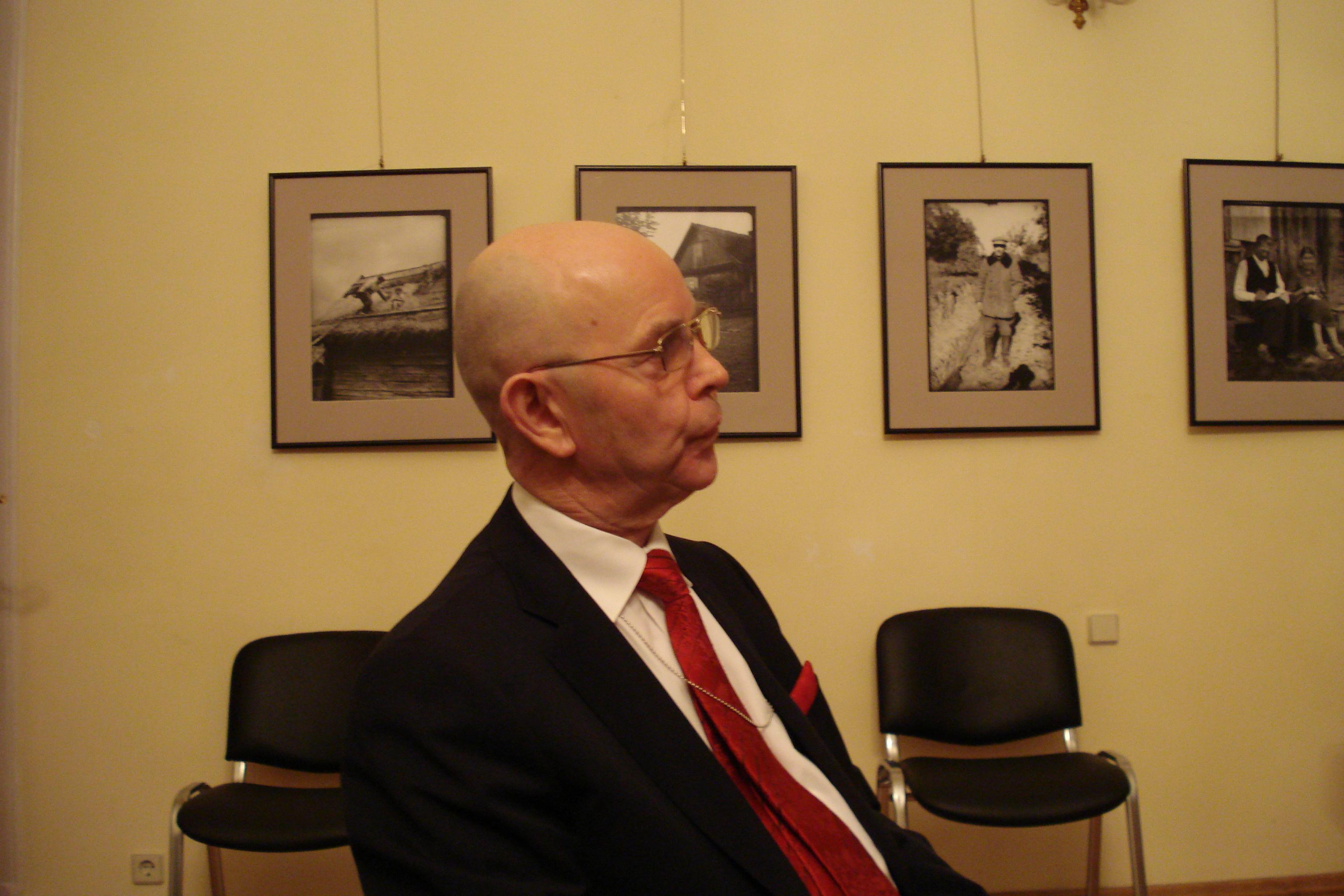

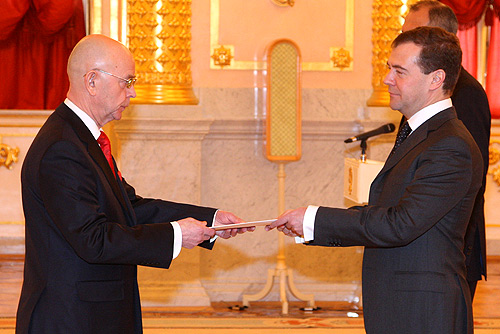
Antanas Vinkus und Dmitri Anatoljewitsch Medwedew (2009)

Antanas Vinkus (* 25. Dezember 1942 in Kretinga) ist ein litauischer linker Politiker, Seimas-Mitglied und ehemaliger Diplomat. Er war u. a. Bürgermeister der Gemeinde Neringa, Botschafter in Estland, Lettland und Russland, sowie Gesundheitsminister und Vizeminister, Altersvorsitzender im 13. Seimas.

## Leben
Von 1949 bis 1960 absolvierte Antanas Vinkus das Abitur an der Mittelschule Kretinga und von 1960 bis 1966 das Diplomstudium der Medizin am Kauno medicinos institutas in der zweitgrößten litauischen Stadt Kaunas. 1966, von 1968 bis 1970 war er Therapeut im Republikkrankenhaus der Hafenstadt Klaipėda. Von 1966 bis 1968 leitete er als Chefarzt das Krankenhaus Neringa und von  1975 bis 1982 das Stadtkrankenhaus Klaipėda.
Von 1982 bis 1986 war er sowjetlitauischer stellvertretender Gesundheitsminister und von 1989 bis 1990 Gesundheitsminister Sowjetlitauens, von 1990 bis 1993 Stellvertreter des Sozialministers Litauens, von 2002 bis 2006 Botschafter in Estland, von 2006 bis 2008 in Lettland, von 2008 bis 2011 in Russland.
Von 2011 bis 2013 leitete Antanas Vinkus als Bürgermeister die Gemeinde Neringa,  Von 2016 bis 2024 war er Seimas-Mitglied.

## Ehrungen
Seit 2001 ist er Ehrenbürger von Neringa.